# 奧克薩潘帕區
奧克薩潘帕區（西班牙語：Distrito de Oxapampa），是秘魯的一個區，位於該國中部帕斯科大區的奧克薩潘帕省，始建於1876年5月14日，面積982.04平方公里，海拔高度1,814米，2005年人口14,064，人口密度每平方公里14人。